# Grand-Prix-Saison 1910

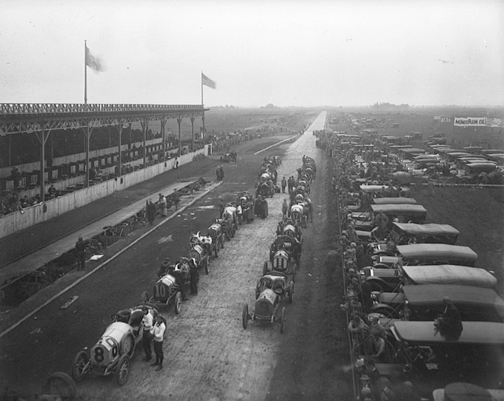
Start zum Vanderbilt Cup

Wie im Jahr zuvor wurde auch in der Motorsport-Saison 1910 kein Grand Prix de l’ACF veranstaltet.
Es fanden fünf bedeutende Rennen statt, vier davon in den USA. In Europa war die Targa Florio auf Sizilien von internationaler Bedeutung.

## Rennkalender
| Datum  | Rennen                   | Strecke                       | Sieger                                    | Statistik |
| ------ | ------------------------ | ----------------------------- | ----------------------------------------- | --------- |
| 15.05. | Targa Florio             | Grande circuito delle Madonie | Franco Cariolato (Franco)                 | Statistik |
| 27.08. | Elgin National Trophy    | Elgin Road Race Course        | Ralph Mulford (Lozier)                    |           |
| 01.10. | Vanderbilt Cup           | Long Island Motor Parkway     | Harry Grant (American Locomotive Company) | Statistik |
| 12.11. | Großer Preis von Amerika | Savannah-Effingham Raceway    | David Bruce-Brown (Benz)                  | Statistik |
| 24.11. | Free-For-All Race        | Santa Monica Road Race Course | Teddy Tetzlaff (Lozier)                   |           |